# Mfe
Mfe est une localité du Cameroun. Elle se situe dans le département de Donga-Mantung, dans la région du Nord-Ouest. Elle fait partie de la commune de Nwa, et fait partie de l'espace urbain de celle-ci avec les villages de Nwa et Mbem.

## Démographie
Lors du recensement de 2005, on dénombra 816 habitants, dont 364 hommes et 452 femmes. Ceux-ci sont répartis dans les quartiers de Back, Mbinze, Nkwack-Goh et Mvari. La majorité des habitants font partie du clan Yamba. Mfe est le siège d'une chefferie traditionnelle de 2e degré.
Selon le plan de Développement Communal de Nwa, qui a utilisé le recensement de 1987 pour estimer la population du village en 2011, 4840 personnes habiteraient à Mfe.

## Agriculture et élevage
Il y a peu d'agriculture à Mfe, l'économie étant surtout basée sur l'élevage. Dû à la haute élévation du village, celle-ci est surtout pratiquée dans les vallées. Parmi les plantes cultivées, on trouve du maïs, des plantains, des bananes, du sorgho, des fèves, du soya, du manioc, des pommes de terre, du taro, des palmiers à huile, des papayes et des oranges. 
Mfe étant un Ardorate, on y trouve beaucoup de bétail. De plus, comme dans toute la commune, on y élève des chèvres, des moutons, des porcs, des cochons d'Inde, des poules et des lapins. 

## Éducation
Mfe a trois écoles primaires, GS Mfe, GS Mbori et IPS Mfe.

### GS Mfe
Fondée en 1977, GS Mfe comptait pendant l'été de 2011 (moment où les données ont été collectées) 276 étudiants, un maître-parent et deux fonctionnaires. 73 tables-bancs formaient les équipements de salle de classe de l'école. Les huit bâtiments de l'école sont en bon état. L'école possède aussi un point d'eau et une latrine. Une association parents-enseignants existe à GS Mfe.

### GS Mbori
Cette école, où étudiaient 62 enfants et où travaillait uniquement un fonctionnaire pendant l'été de 2011, a été fondée en 1994. Il n'y avait pas de table-bancs à cette école. Les deux bâtiments de l'école sont en bon état. L'école possède aussi deux latrines. Une association parents-enseignants existe.

### IPS Mfe
C'est la seule école primaire privée de Mfe. Elle a été fondée en 1996, et, pendant l'été de 2011, elle comptait 63 étudiants et deux fonctionnaires. Il semble que l'école n'a pas de bâtiments ni de latrines. Cependant, une association parents-enseignants existe. 

## Santé
Il y a un poste de santé à Mfe.

## Eau et ressources énergétiques
Mfe compte un seul approvisionnement d'eau potable, créé en 2008. Celui-ci récolte de l'eau de source. Les habitants du village peuvent y accéder grâce à 11 robinets. Cependant, ce point d'eau n'étant pas suffisant pour approvisionner tous les habitants du village, certaines personnes s'approvisionnent à des points d'eau qui pourraient être nocifs pour la santé.
Mfe, comme tous les autres villages de la commune de Nwa, n'est pas électrifié.

## Commerce
Il n'y a pas de marchés à Mfe.

## Transports
Mfe est connecté à une route communale, qui relie les villages de Nwa et Yang. Par contre, les routes les plus proches sont toutes en mauvais ou très mauvais état. En effet, aucune route dans la commune de Nwa est pavée, et elles sont d'habitude uniquement accessible par des véhicules tout-terrains, même pendant la saison sèche. 

## Travaux publics et développements futurs
Selon le Plan de Développement Communal du Conseil de Nwa, écrit dans l'optique de faire du Cameroun une économie émergente en 2035, on prévoit la complétion des projets suivants à Mfe:
- construire un collège de commerce de niveau secondaire;
- construire un centre de santé;
- créer un marché aux animaux;
- créer un système d'approvisionnement en eau pour Mfe, Mbem et Nwa, qui constituent Nwa Ville;
- construire une installation de biogaz pour bénéficier la communauté Mbororo;
- créer une micro-industrie laitière qui desservira Mfe, Yang, Mbem et Rom;
- développer une plantation de gazon Guatemala et une de gazon Brancharia pour le pâturage.